# فرانکو بونیزولی
فرانکو بونیزولی (ایتالیایی: Franco Bonisolli؛ ‏ ۲۵ مهٔ ۱۹۳۸ – ۳۰ اکتبر ۲۰۰۳) خواننده تنور اپرا و بازیگر اهل ایتالیا بود.
از فیلم‌هایی که وی در آن‌ها نقش داشته‌است، می‌توان به لا تراویاتا اشاره نمود.